# Zacapa (stad)
Zacapa is een stad en gemeente in Guatemala en is de hoofdplaats van het gelijknamige departement.
Zacapa telt 77.000 inwoners.

## Geboren
- Alfonso Portillo (1951), president van Guatemala (2000-2004)